# Нова Келча
Нова Келча (словац. Nová Kelča) — село в Словаччині, Врановському окрузі Пряшівського краю. Розташоване в східній частині Словаччини в південній частині Низьких Бескидів в долині Ондави, на правому березі водосховища Велика Домаша.
Уперше згадується у 1404 році.
У селі є римо-католицький костел (1780) в стилі бароко-рококо. Із затопленого сусіднього села Велика Домаша залишився лише римо-католицький костел св. Стефана-короля (1851) в стилі класицизму обігнаний камінним муром та місцевий цвинтар.

## Населення
| Рік:            | 1993 | 2003    | 2013    | 2023    |
| --------------- | ---- | ------- | ------- | ------- |
| Кількість осіб: | 375  | 353     | 387     | 352     |
| Різниця:        |      | -5,86 % | +9,63 % | -9,04 % |

| Рік:            | 2022 | 2023    |
| --------------- | ---- | ------- |
| Кількість осіб: | 357  | 352     |
| Різниця:        |      | -1,40 % |

У селі проживає 361 особа.
Національний склад населення (за даними перепису 2001 року):
- словаки — 99,43 %.

Склад населення за приналежністю до релігії станом на 2001 рік:
- римо-католики — 95,74 %,
- греко-католики — 1,99 %,
- протестанти — 0,28 %,
- не вважають себе вірянами або не належать до жодної конфесії — 1,99 %.